# James Paine (architecte)
James Paine (1717-1789) est un architecte anglais.

## Jeunesse
James Paine est probablement baptisé le 9 octobre 1717 à Andover, dans le Hampshire, le plus jeune des cinq enfants de John Paine (décédé en 1727), charpentier, d'Andover, et de sa femme, Jane Head .
Bien que les faits sur la jeunesse de Paine soient rares, on pense qu'il étudie à la St Martin's Lane Academy de Londres, fondée par William Hogarth en 1735 pour permettre aux artistes de pratiquer le dessin d'après nature. Il entre alors en contact avec de nombreux architectes innovants, artistes designers, dont l'architecte Isaac Ware .

## Carrière
On pense que Ware le présente au troisième comte de Burlington et à son cercle d'amis. Le premier emploi professionnel de Paine, âgé de seulement dix-neuf ans, est celui de commis aux travaux de supervision de la construction du Nostell Priory, dans le Yorkshire (vers 1737-1750), conçu par le colonel James Moyser, un ami de Lord Burlington . Essentiellement un Palladien, Paine travaille sur de nombreux autres projets dans la région, notamment Heath House dans le village de Heath entre Nostell Priory et Wakefield.
Paine vit à Pontefract tout en travaillant au prieuré de Nostell, et tout en travaillant sur ce projet, il est également chargé de concevoir la Mansion House (Doncaster) (en), dans le Yorkshire entre 1745 et 1748 .
À partir des années 1750, il a son propre cabinet, et conçoit de nombreuses villas, généralement constituées d'un bâtiment central, souvent doté d'un bel escalier, et de deux ailes symétriques. La maison la plus importante dans laquelle il est impliqué est Kedleston Hall, Derbyshire, où il succède à Matthew Brettingham de 1759 à 1760 et suggère la colonnade, mais il est lui-même - remplacé par Robert Adam, qui modifie ses conceptions.
À peu près à la même époque, il conçoit les très grandes écuries de Chatsworth House dans le même comté. Il est l'architecte préféré des puissantes familles catholiques de l'époque. Dans les années 1760, il est chargé de reconstruire Worksop Manor pour le duc de Norfolk ainsi que le nouveau Thorndon Hall (1764-1770) dans l'Essex pour Lord Petre et sa maison sur Park Lane, à Londres. De 1770 à 1776, il construit New Wardour Castle dans le Wiltshire (qui figure en tant que Royal Ballet School dans le film Billy Elliot).
Paine occupe divers postes, quelques sinécures, au Bureau des Travaux; aboutissant à une nomination comme l'un des deux architectes des travaux en 1780, mais perd le poste lors d'une réorganisation en 1782. Il est nommé haut shérif du Surrey en 1783.
Sa pratique décline dans ses dernières années car il refuse de se plier aux modes néoclassiques établies par les frères Adam. Il publie une grande partie de son propre travail dans ses deux volumes de Plans, élévations et sections de Noblemen and Gentlemen's Houses (1767 et 1783).
En 1789, Paine se retire en France, où il meurt à l'automne.

## Vie privée
Paine se marie deux fois. Il se marie avec Sarah Jennings, fille et cohéritière de George Jennings de Pontefract en mars 1741 et ont un fils, l'architecte, sculpteur et aquarelliste topographique James Paine (sculpteur) (en) (1745-1829) ,.
Après la mort de Sarah, Paine épouse Charlotte Beaumont (1722-1766), la plus jeune fille de Richard Beaumont de Whitley Beaumont, près de Huddersfield en juin 1748 et ont deux filles, Charlotte (1751 – 31 octobre 1814) et Mary, connue sous le nom de « Polly » (1753-1798). Charlotte épouse St John Charlton (avril 1760 - 3 octobre 1802) le 22 décembre 1781  qui est plus tard le haut shérif du Shropshire en 1790 et le couple vit au château d'Apley. Mary épouse l'artiste Tilly Kettle, avec une dot de 5 000 £.
En 1773, Paine achète le bail de Sayes Court (en), une propriété de campagne près de Chertsey dans le Surrey . Il devient juge de paix pour le Middlesex en décembre 1776 et pour le Surrey en juin 1777, et exerce les fonctions de haut shérif de Surrey en 1785 .

## Portraits de Joshua Reynolds
Paine est un ami de l'artiste Joshua Reynolds et a conçu une grande galerie et une salle de peinture, avec une cheminée élaborée, pour la maison de Reynold à Leicester Fields, aujourd'hui Leicester Square, Londres. En 1764, Reynolds peint un portrait commun du père et du fils de James Paine (maintenant au Ashmolean Museum, Oxford). L'année suivante, Reynold peint un portrait assorti de Charlotte et de ses deux filles, Charlotte et Mary "Polly", peut-être en échange d'une partie du travail architectural de Paine chez lui. Ce portrait est maintenant à la Lady Lever Art Gallery, Liverpool. Les portraits sont destinés à être accrochés de manière que le père et le fils fassent face à la mère et aux filles . 

## Liste des œuvres architecturales
Les œuvres majeures attribuées à Paine sont les suivantes :

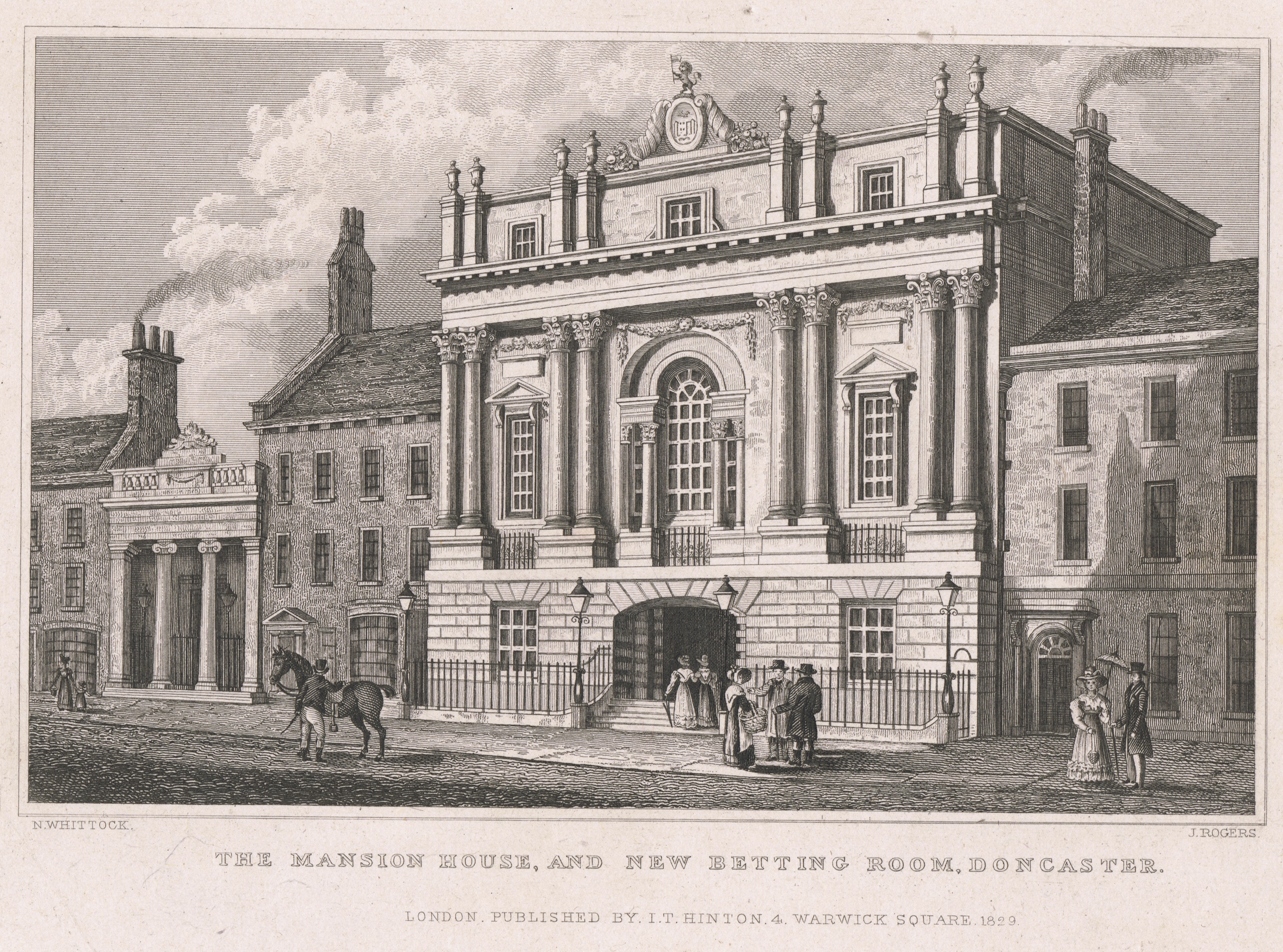
The Mansion House and New Betting Room, Doncaster, gravé par John Rogers d'après un dessin de Nathaniel Whittock, publié par Isaac Taylor Hinton, Londres, 1829.

- Nostell Priory, Yorkshire (c. 1737 – 1750) intérieurs par Robert Adam
- Heath House, Yorkshire (1744–1745)
- 17 Cornmarket, Pontefract, Yorkshire, (c. 1745–1750)
- Hickleton Hall, Yorkshire, (1745–1749)
- Mansion House (Doncaster) (en) (1745–48).
- Cusworth Hall, Yorkshire, ailes (1749–1753)
- Wilsford Manor, Lincolnshire, additions (1749) démoli
- Wadworth Hall, Yorkshire (c. 1749–1750)
- 5 Market Place, Pontefract, Yorkshire (c. 1750–1755)
- High Melton Hall, Yorkshire (c. 1750)
- Sprotbrough Hall, Yorkshire (c. 1750)
- Milnsbridge Hall, Milnsbridge, Yorkshire (c. 1750)
- Bierley Hall, Yorkshire, modifications et intérieurs (c. 1750) démoli
- The Biggin, Bramham cum Oglethorpe, Yorkshire, modifications (c. 1750–1756)
- Old Deanery, York, modifications (c. 1750)
- Ormsby Hall, South Ormsby, Lincolnshire (1750–1756)
- Felbrigg Hall. Norfolk, aile de service, décoration intérieure (1751–1756)
- Dinnington Hall, Dinnington, Yorkshire, ailes (c. 1751–1757)
- Kirkstall Grange, Headingley, Yorkshire (1752)
- 76 St Martin's Lane (domicile de Paine) (1752–1754) démoli
- Cowick Hall, Yorkshire, modifications (1752–1760)
- Whitley Beaumont, Yorkshire, décorations (c. 1752–1754) démoli
- Blagdon Hall, Northumberland, écuries (1753–1756)
- Northumberland House, Londres, galerie des tableaux (c. 1753–1757) démoli
- Raby Castle, Durham, modification partielle, intérieurs (c. 1753–1760)
- Gibside (en), Durham, décoration intérieure (1753–1767)
- Alnwick Castle, Northumberland, décoration et aménagements partiels (c. 1754–1768) en partie détruits par Anthony Salvin au XIXe siècle
- Coxhoe Hall, Coxhoe,  Durham, modifications (c. 1754) démoli
- 19 St James's Square, Londres, modifications (c. 1754–1760)
- Hardwick Hall, Sedgefield,  Durham, constructions de jardin (c. 1754–1757)
- Dover House, Whitehall London (1754–1758) largement modifié par Henry Holland en 1787
- Serlby Hall, Nottinghamshire (1754–1773)
- Belford Hall, Northumberland (c. 1755–1756)
- Wallington Hall, Northumberland, pont (1755)
- Gosforth House (en), Gosforth, Northumberland (1755–1764)
- Middlesex Hospital, Londres (1755–1778) démoli
- Chatsworth House, Derbyshire, cour et aile de service (remplacé par Sir Jeffry Wyatville), et travaux intérieurs (1756–1767)
- Norfolk House (en), Londres, modifications et réparations (c. 1756–1769)
- Stoke Hall, Derbyshire (c. 1757)
- Glentworth Hall, Glentworth, Lincolnshire, modifications et nouvelles écuries (1757–1766) largement démoli
- Ravensworth Castle, Durham, modifications intérieures et extérieures (c. 1758) démoli en 1808
- Cavendish Bridge (Wilne Ferry Bridge), Shardlow, Derbyshire (1758–1761)
- Stockeld Park, Spofforth, North Yorkshire (1758–63)
- Axwell House (en), Durham (1758)
- Bingley St Ives, Yorkshire (1759)
- Kedleston Hall, Derbyshire (1759–1763) remplacé par Matthew Brettingham et pour les intérieurs par Robert Adam
- Bywell Hall, Northumberland (c. 1760)
- Brocket Hall, Hertfordshire (c. 1760–1775) reconstruction, loges du parc, écuries
- Bramham Park, Yorkshire, pavillons des écuries, temple du jardin (c. 1760)
- 47 Leicester Square, Londres galerie pour Sir Joshua Reynolds
- Devonshire House, Londres, décoration intérieure (1760)
- Worksop Manor, Nottinghamshire (1761–1767) démoli
- Forcet Park, Yorkshire, Banqueting House (c. 1762) démoli
- Château d'Arundel, Sussex,réparations mineures (1762)
- 14 Downing Street, Londres, modifications (c. 1763–1766) démoli
- Sandbeck Park, Yorkshire, extension, nouvelle cuisine et écuries, constructions de jardin (c. 1763–1768)
- Gopsall Hall, Gopsall, Leicestershire, temple du jardin (c. 1764)
- Thorndon Hall, Essex (1764–1770)
- 77–78 Strand, Londres (1765–73) démoli
- Weston Park, Staffordshire, décoration intérieure (c. 1765–1766), pont et temple de Diane (c. 1770)
- Lumley House, South Audley Street, Londres, modifications (1766)
- 17 St. James's Square, Londres, (1766)
- Park Lane, Londres, maison de Lord Petre (1766–70) démoli
- Melton Constable Hall, Melton Constable, Norfolk, (c. 1767)
- St Paul's Walden Bury, Hertfordshire, (1767)
- Burton house, Lincolnshire, modifications, écuries et bâtiments de service (1767–1771)
- Britwell house, Britwell Salome, Oxfordshire, chapelle (c. 1768)
- Hare Hall (en), Romford, Essex (1768–1770)
- 79 Pall Mall, Londres (1769–71) démoli
- Shrubland Hall, Suffolk (c. 1769–1772) remodelé ensuite par Sir Charles Barry
- 28 Sackville Street, Londres, (c. 1770)
- Bagshot Park, Surrey, intérieurs (1770–1772), reconstruit en 1877 par Benjamin Ferrey
- Cowick Hall, modifications, écurie et loge de gardien (1752–1760)
- Chillington Hall, Staffordshire, pont (c. 1770) temples grecs et gothiques (1772–1773)
- Château de Wardour, Wiltshire (1770–1776)
- 59 Strand, Coutts Bank, Londres, modifications (1770–1771) & (1781–83) démoli
- Gaines Hall, Upminster, Essex (1771–1776)
- Sayes Court (en), Surrey, modifications (c. 1773)
- Melbourne House, Londres (1773)
- 37 King Street, Covent Garden, Londres (1773–1774)
- Hill House, Hampton, Middlesex, modifications (1774–1775)
- Richmond Bridge, Londres (1774–1777)
- Chertsey Bridge, Surrey (c. 1780–1785)
- Kew Bridge, Surrey, remplacement du pont originel
- Walton Bridge, Surrey, second pont (c. 1783)
- Middleton Lodge, Middleton, West Yorkshire

## Galerie d'oeuvres architecturales

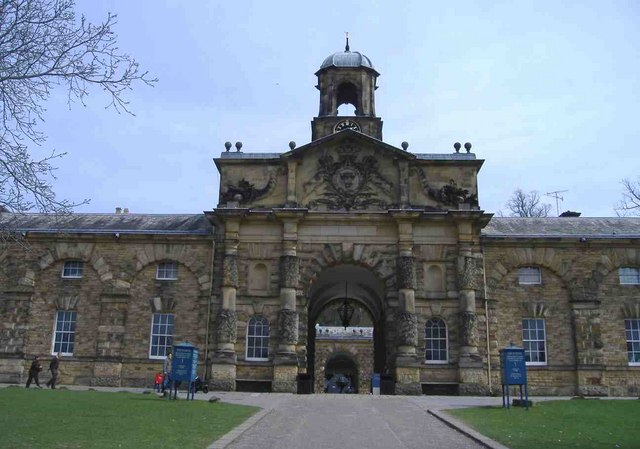
Chatsworth, Derbyshire, écuries
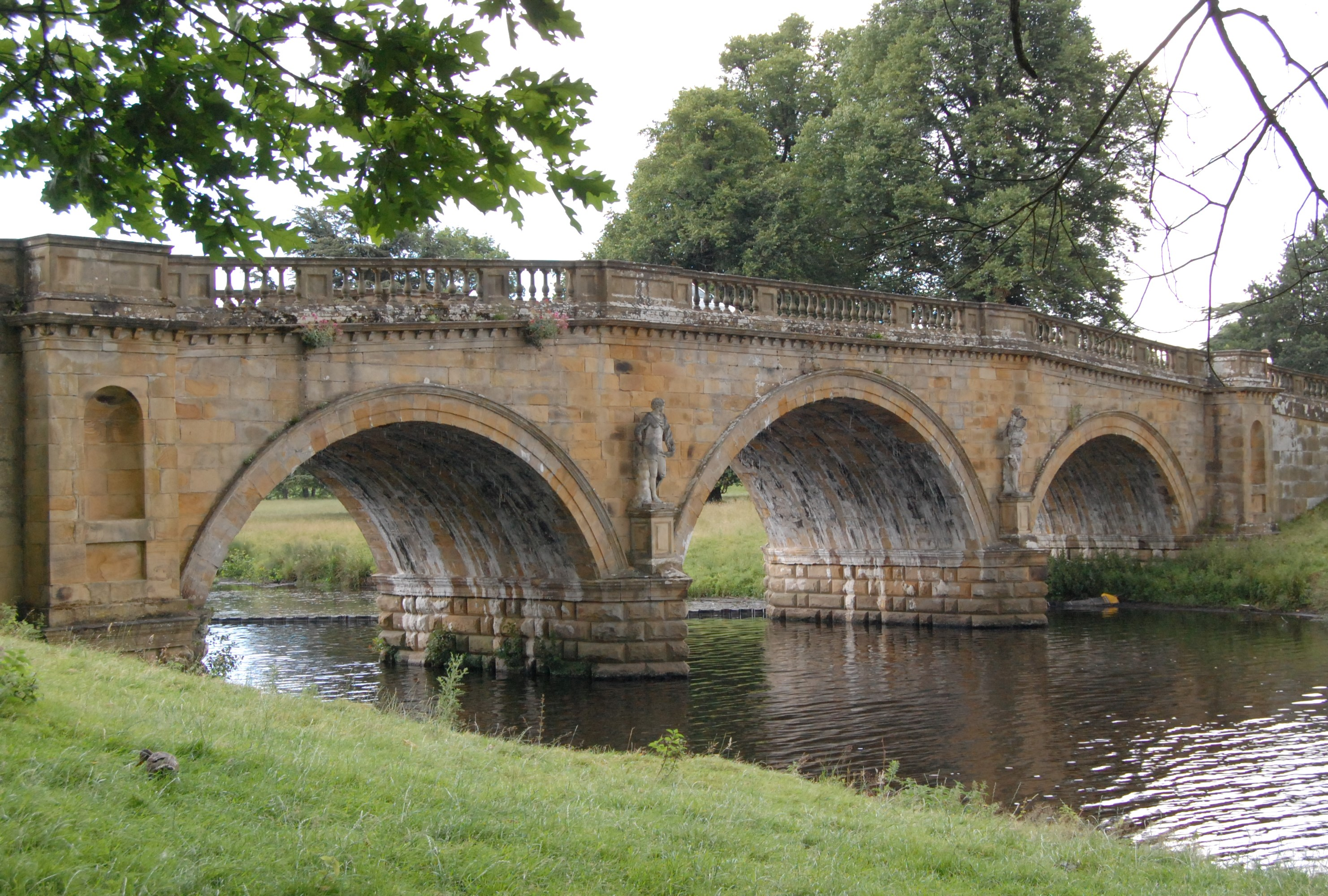
Pont, Chatsworth
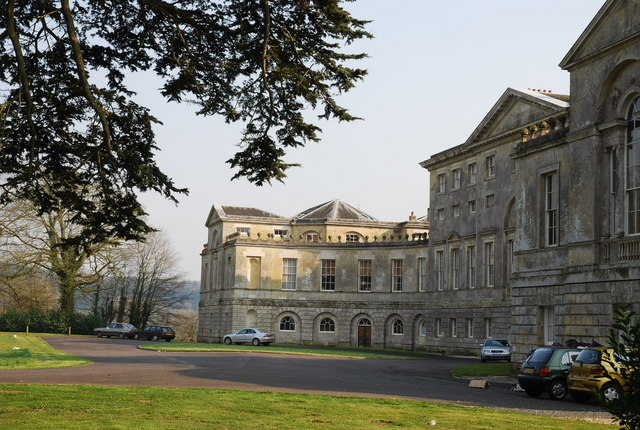
Château de New Wardour, Wiltshire
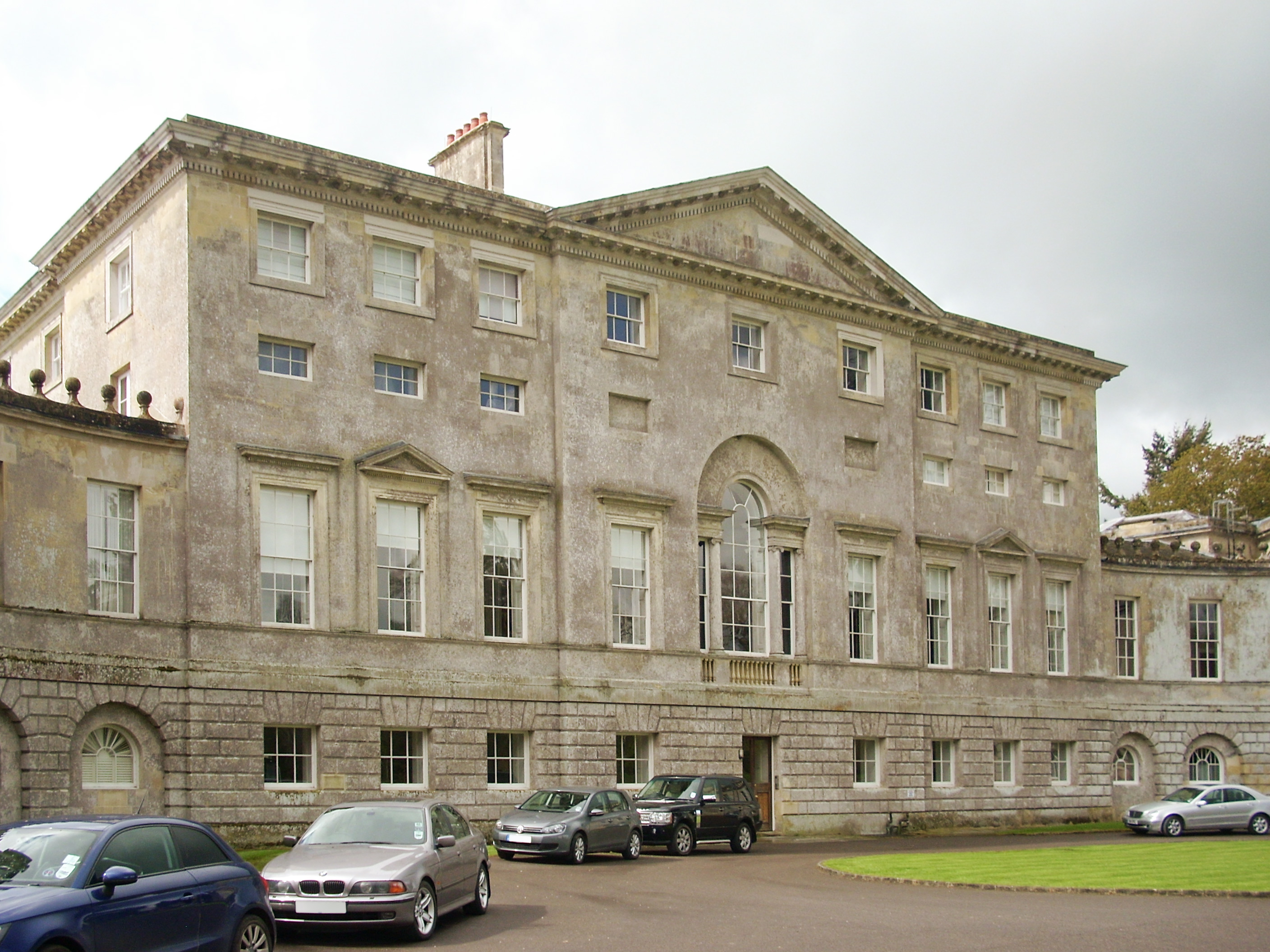
Château de New Wardour, Wiltshire
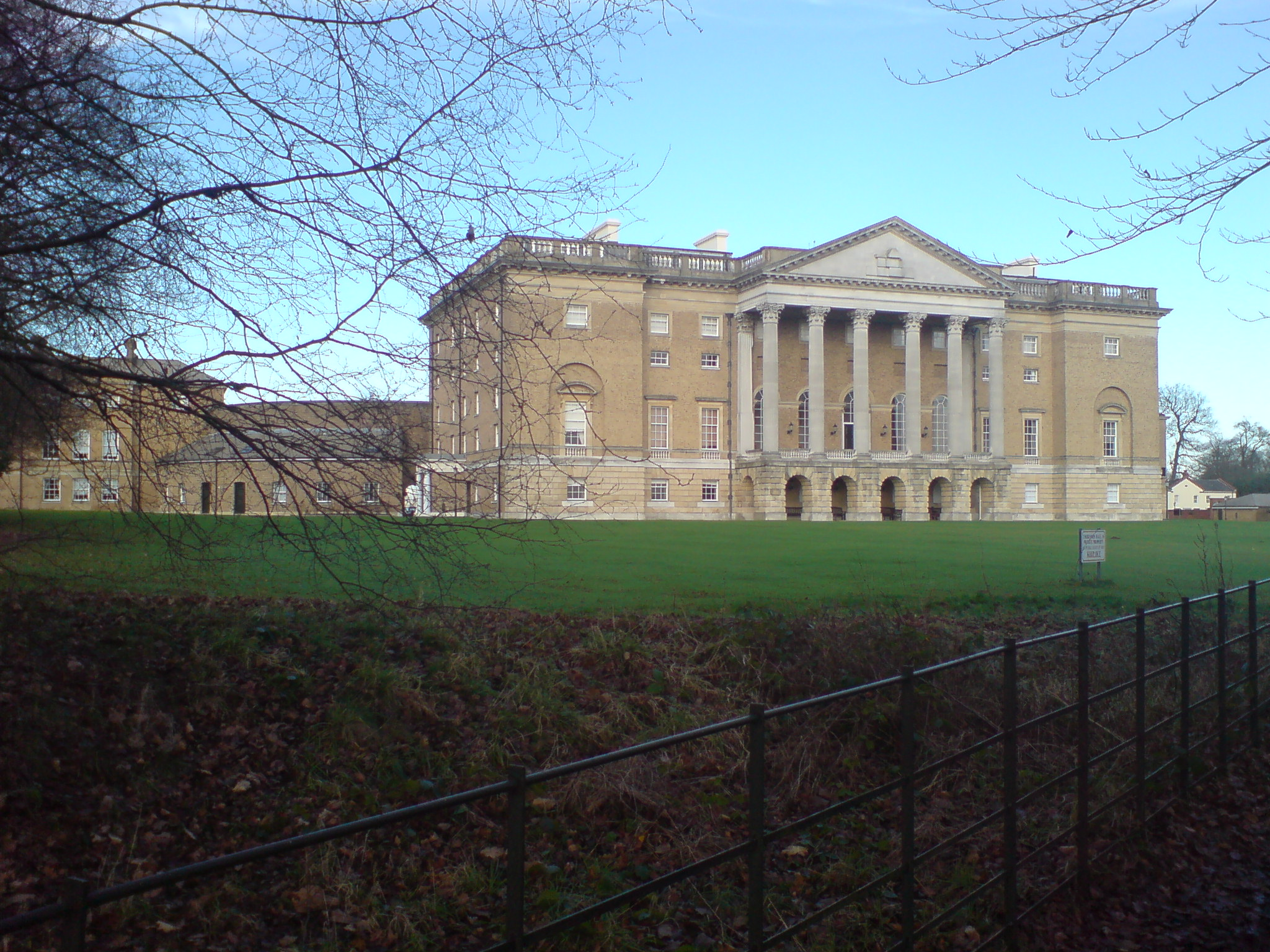
Thorndon Hall, Essex
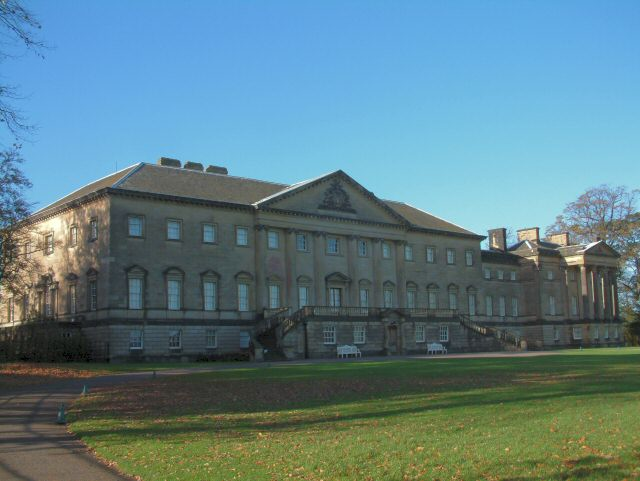
Prieuré de Nostell, Yorkshire
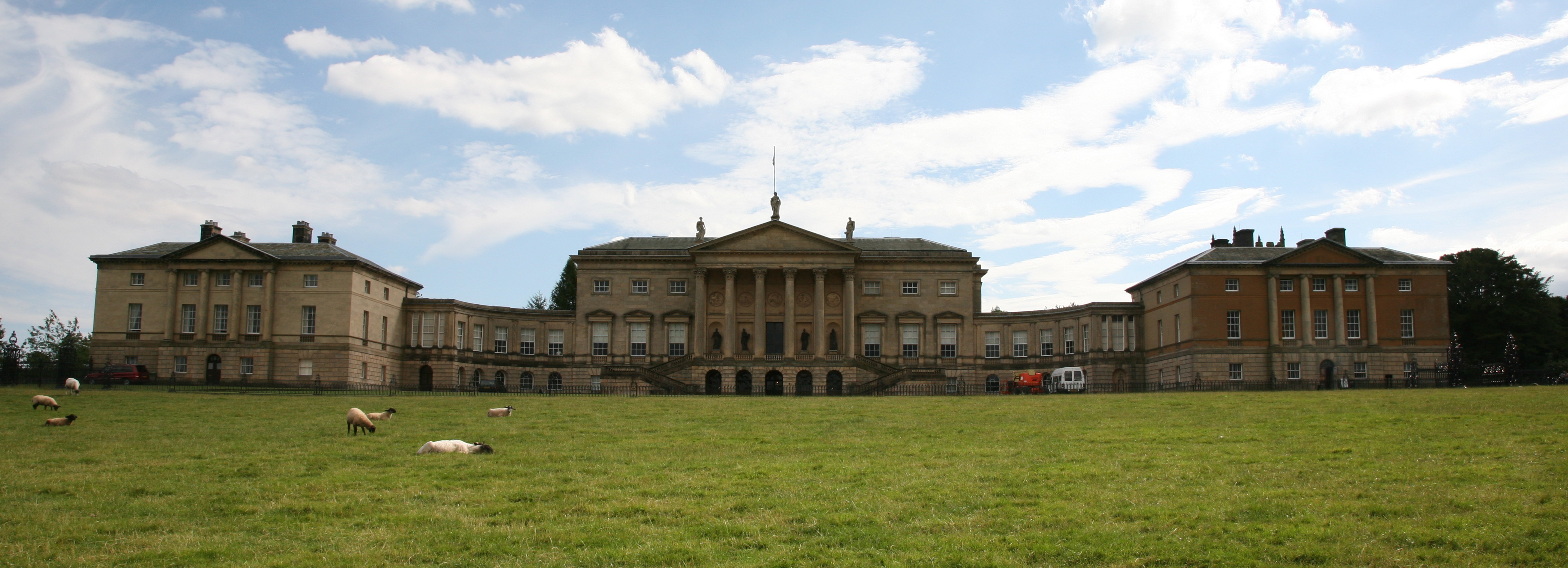
Kedleston Hall, Derbyshire, front nord
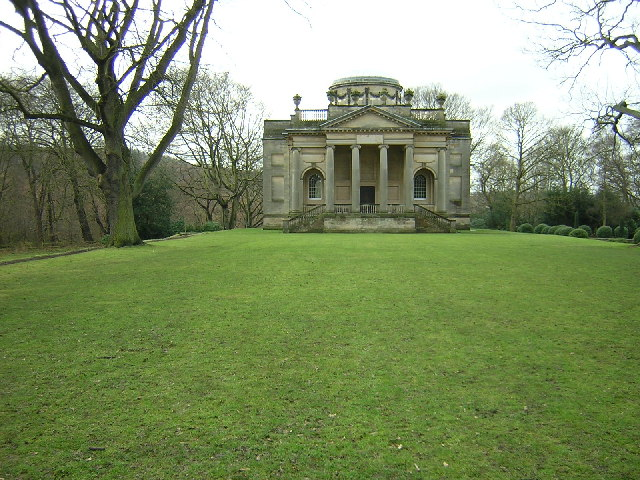
Chapelle Gibside, comté de Durham
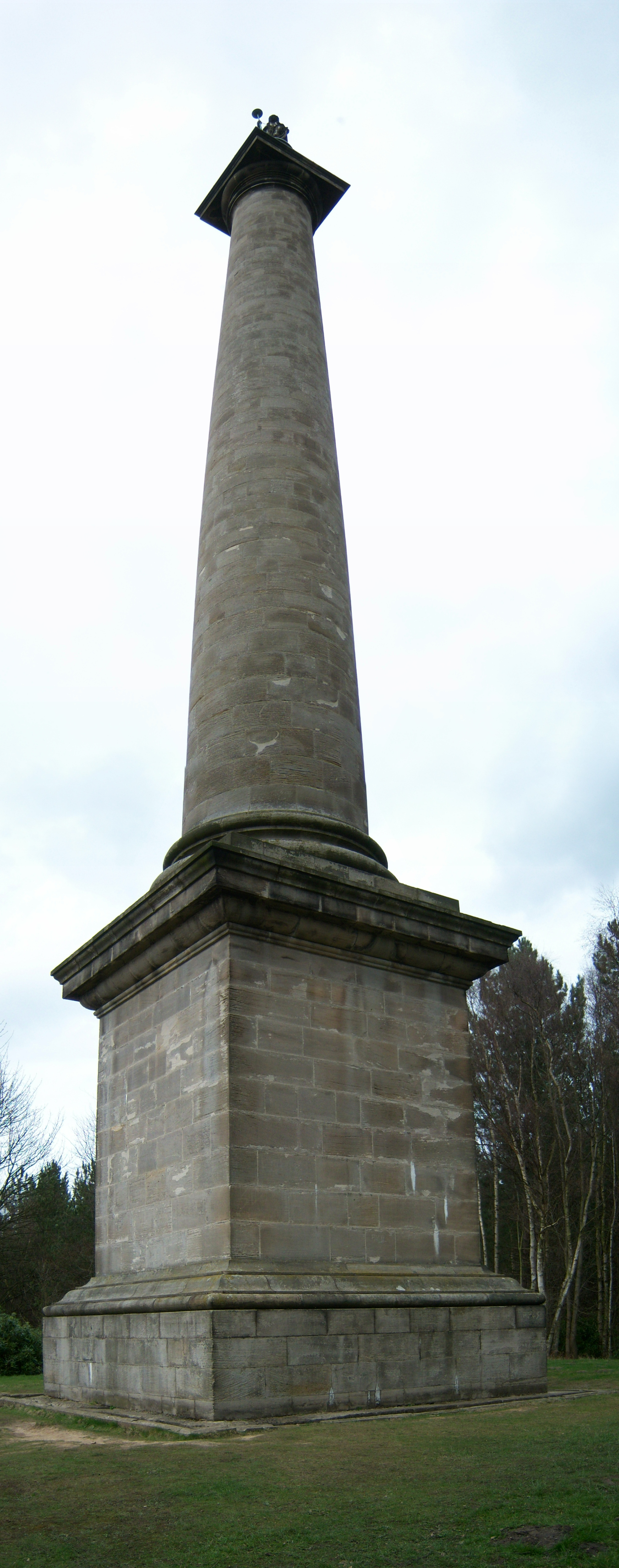
Gibside, colonne de la liberté britannique
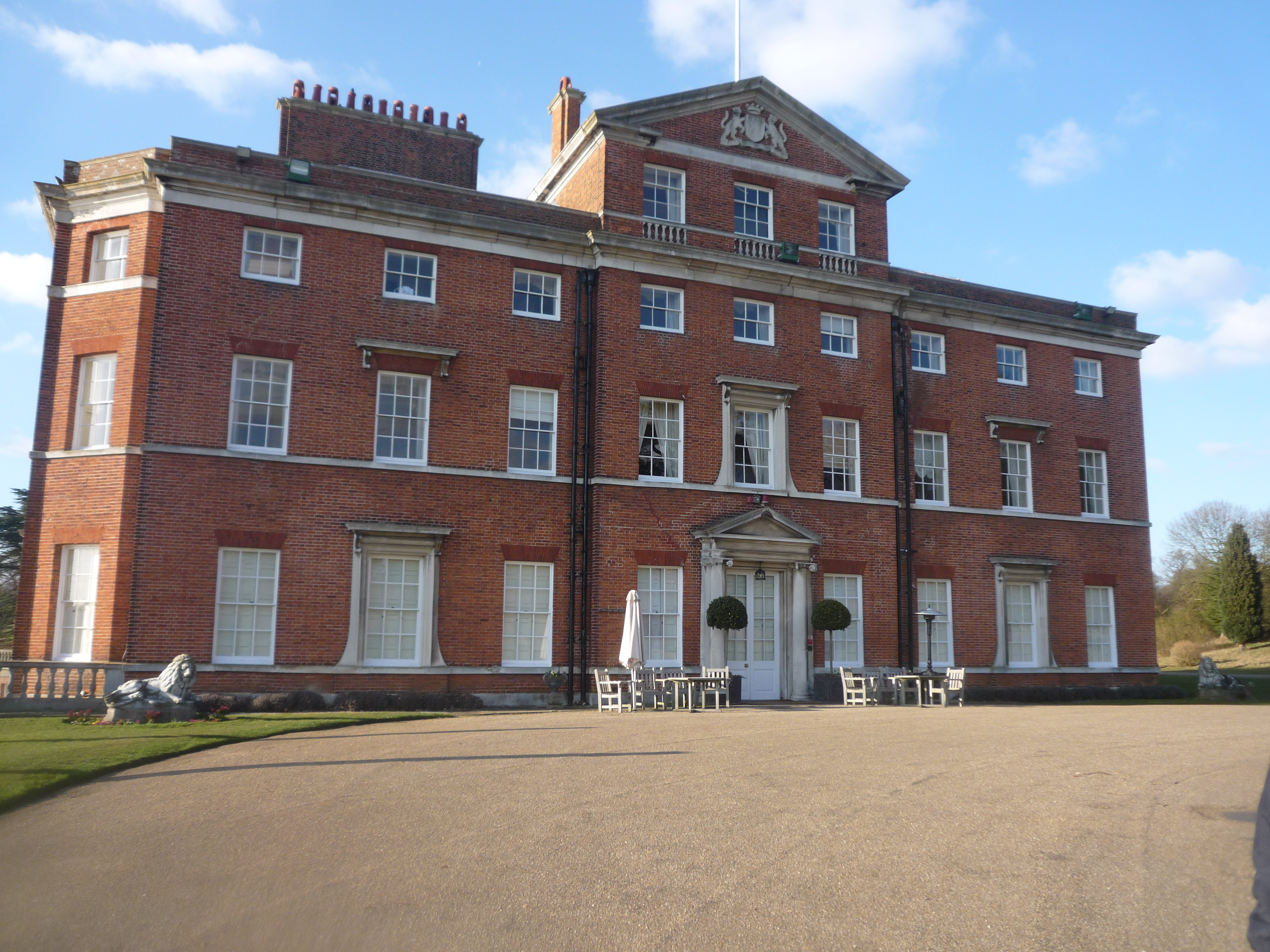
Façade d'entrée, Brocket Hall
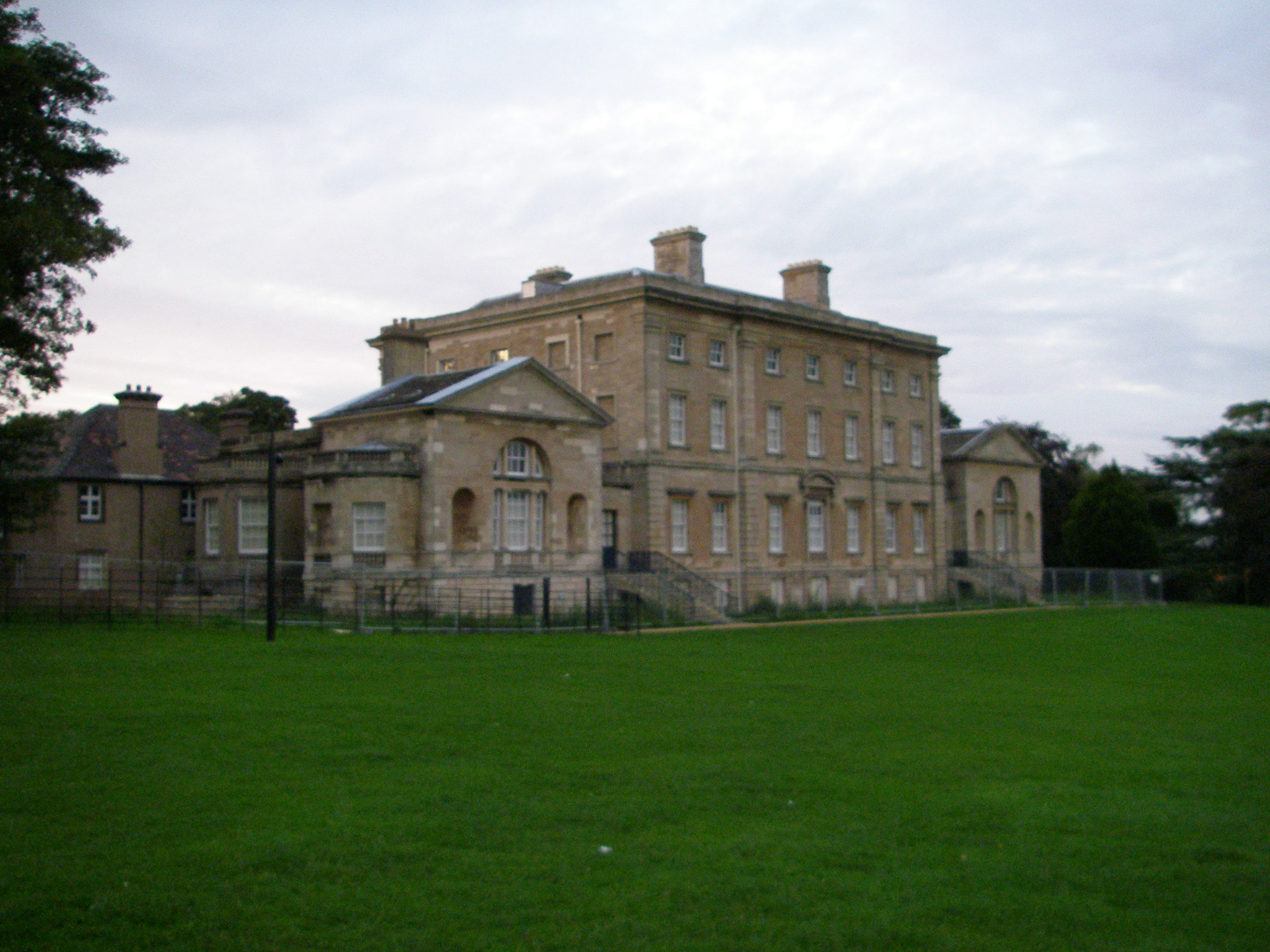
Cusworth Hall, les ailes sont de Paine
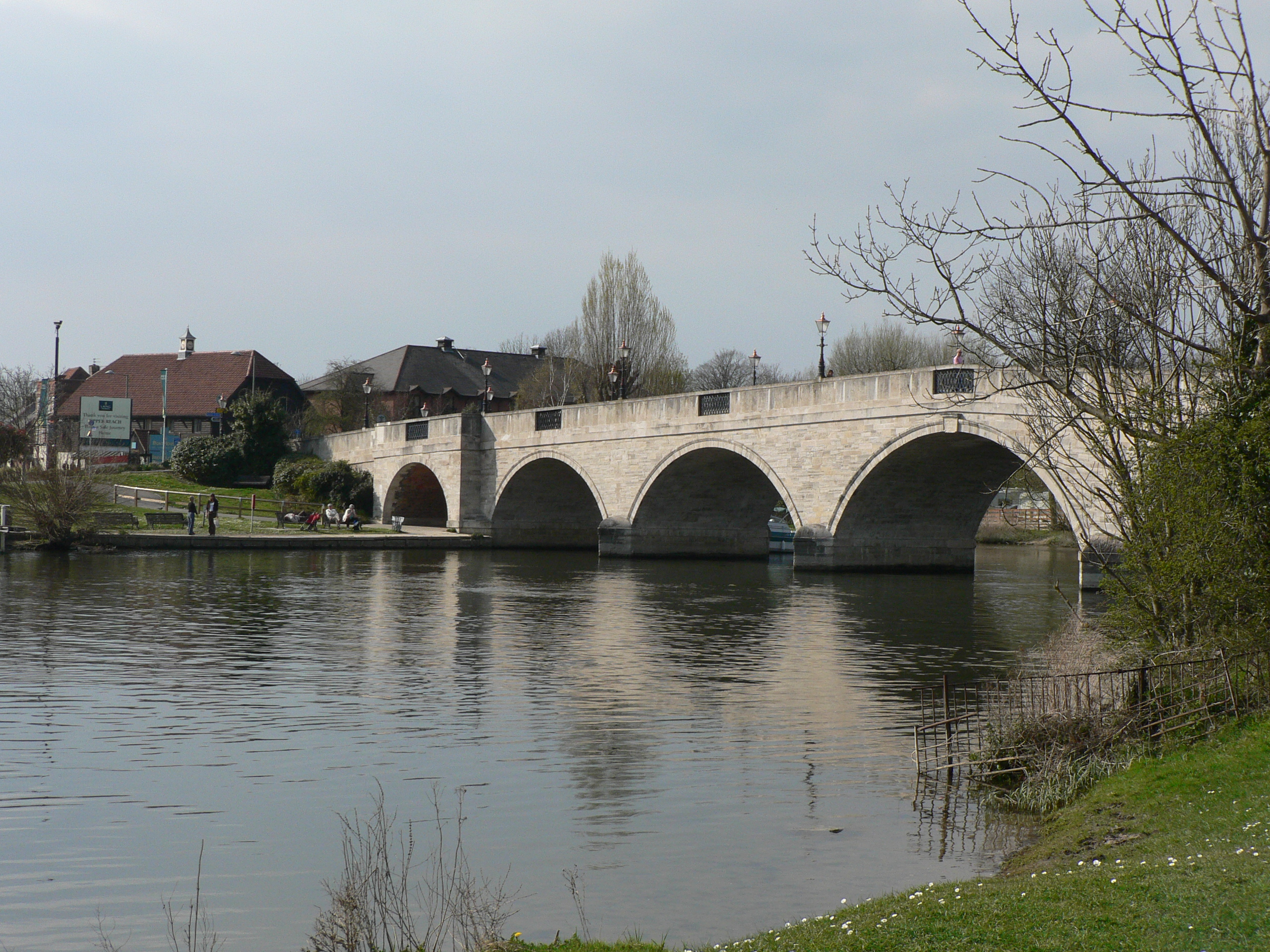
Pont Chertsey, Surrey
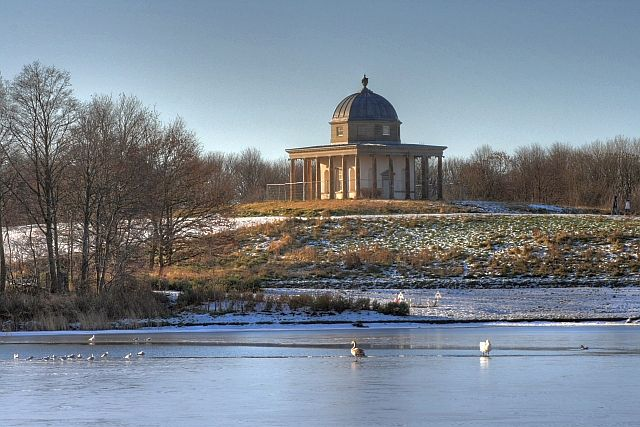
Temple de Minerve, Hardwick Sedgefield
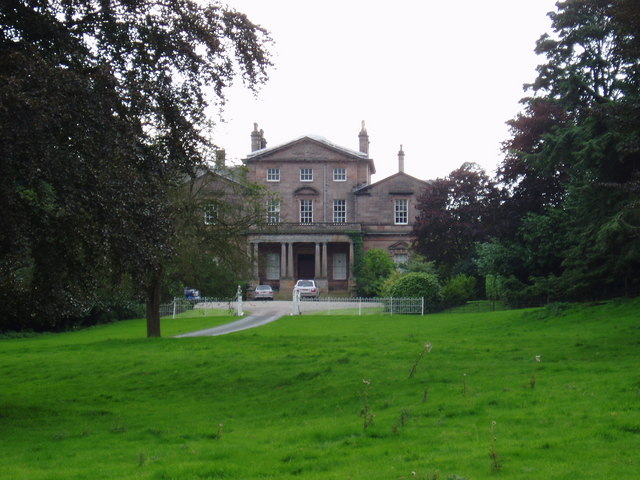
Parc Stockeld, Yorkshire
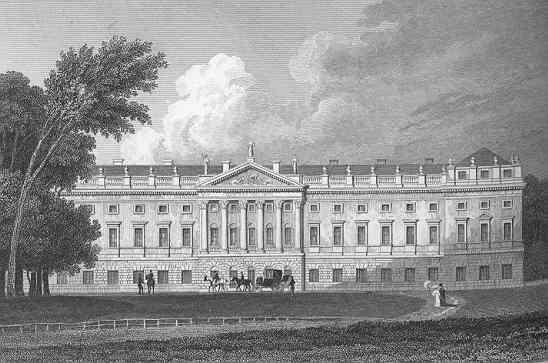
Worksop Manor, Nottinghamshire, démoli
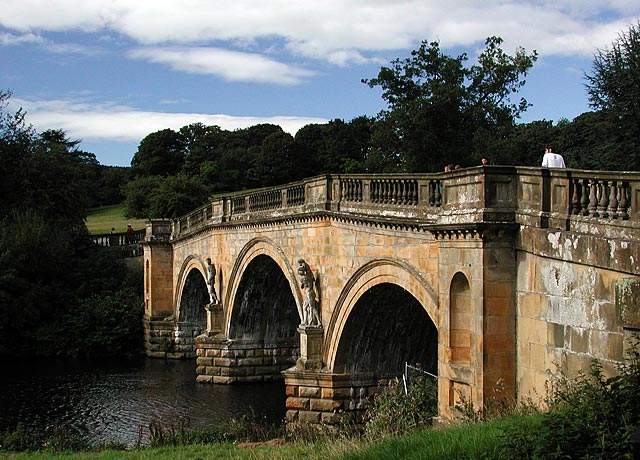
Pont sur la Derwent, dans le parc, Chatsworth House, Derbyshire
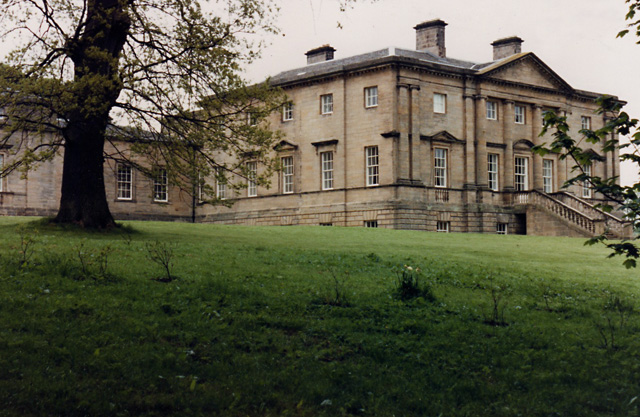
Belford Hall, Northumberland
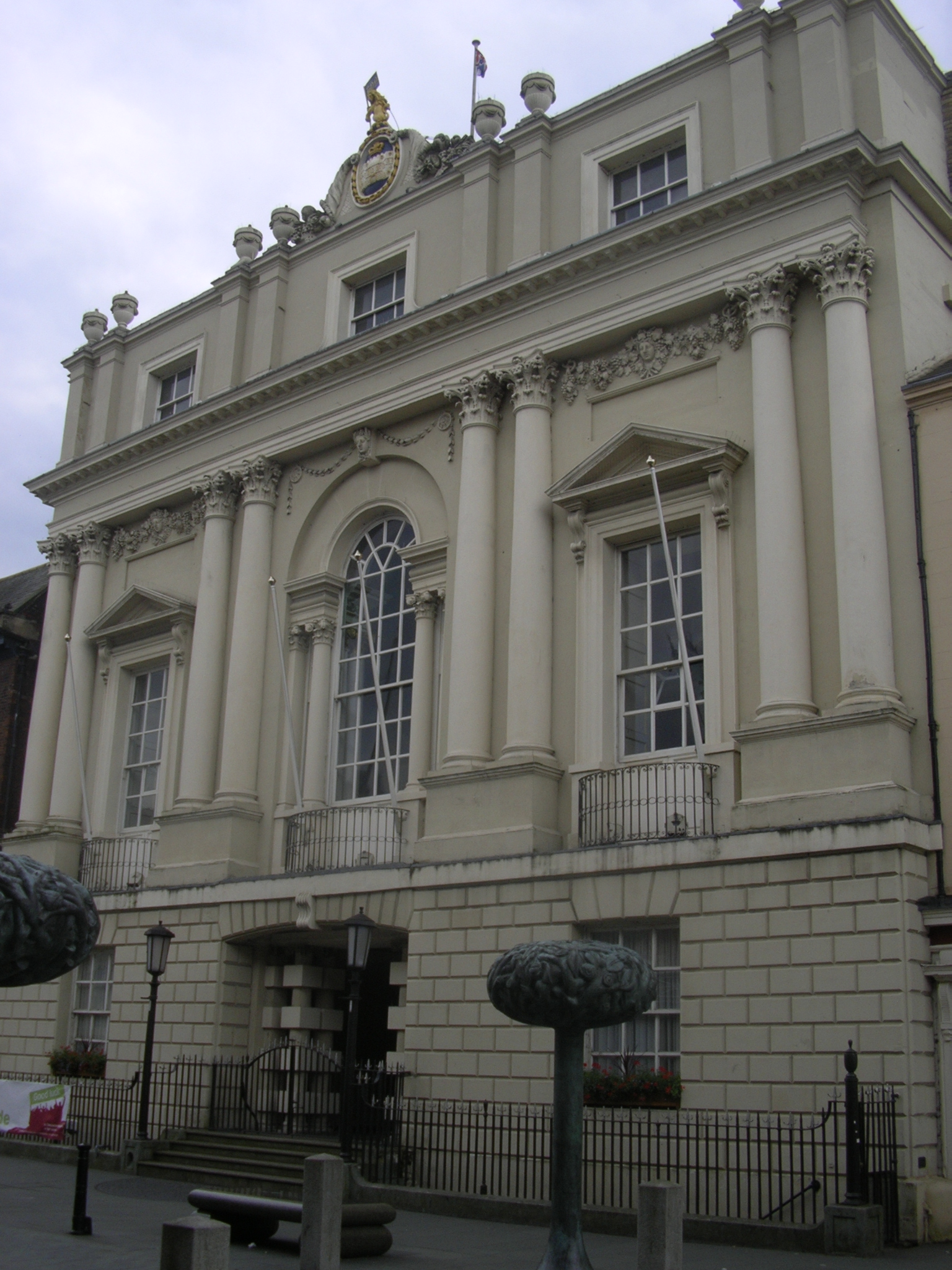
Hôtel particulier, Doncaster, Yorkshire
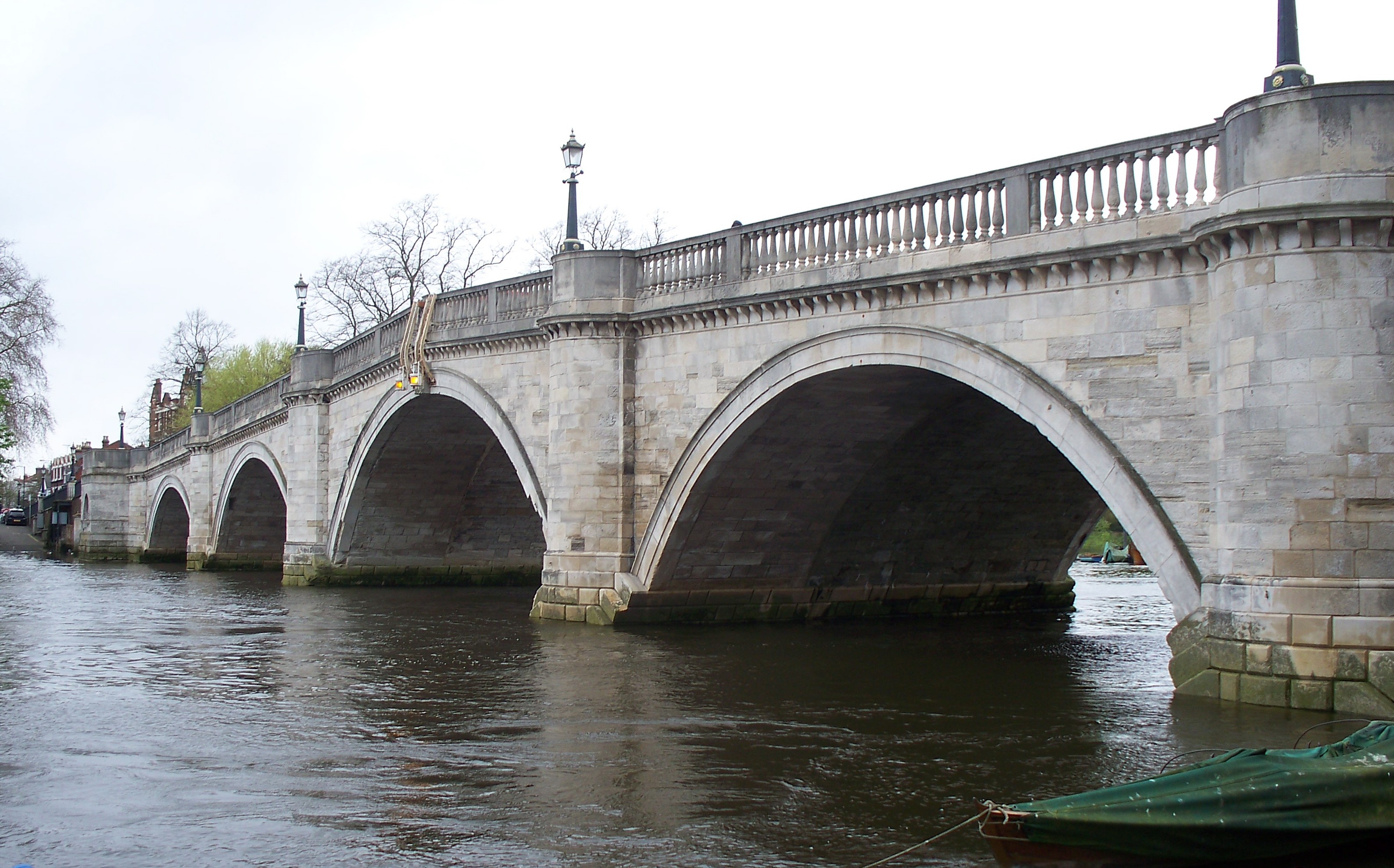
Pont de Richmond, Richmond, Londres